# Skoki do wody na Letnich Igrzyskach Olimpijskich 1928
Skoki do wody na Letnich Igrzyskach Olimpijskich 1928 w Amsterdamie rozgrywane były w dniach 6–11 sierpnia 1928 r.
Zawody rozegrane na pływalni Olympic Sports Park Swim Stadium zdominowali Amerykanie, którzy zdobyli 9 z 12 możliwych medali. Indywidualnie najlepszy wynik osiągnął Pete Desjardins, który dwukrotnie stawał na najwyższym stopniu podium.

## Medaliści

### Mężczyźni

#### Trampolina
| Lp. | Państwo           | Zawodnik         | Wynik |
| --- | ----------------- | ---------------- | ----- |
| 1   | Stany Zjednoczone | Pete Desjardins  | 5     |
| 2   | Stany Zjednoczone | Michael Galitzen | 14    |
| 3   | Królestwo Egiptu  | Farid Simajka    | 15    |

#### Wieża
| Lp. | Państwo           | Zawodnik         | Wynik |
| --- | ----------------- | ---------------- | ----- |
| 1   | Stany Zjednoczone | Pete Desjardins  | 6     |
| 2   | Królestwo Egiptu  | Farid Simajka    | 9     |
| 3   | Stany Zjednoczone | Michael Galitzen | 15    |

### Kobiety

#### Trampolina
| Lp. | Państwo           | Zawodnik        | Wynik |
| --- | ----------------- | --------------- | ----- |
| 1   | Stany Zjednoczone | Helen Meany     | 6     |
| 2   | Stany Zjednoczone | Dorothy Poynton | 13    |
| 3   | Stany Zjednoczone | Georgia Coleman | 14    |

#### Wieża
| Lp. | Państwo           | Zawodnik                  | Wynik |
| --- | ----------------- | ------------------------- | ----- |
| 1   | Stany Zjednoczone | Elizabeth Becker-Pinkston | 9,0   |
| 2   | Stany Zjednoczone | Georgia Coleman           | 10,5  |
| 3   | Szwecja           | Laura Sjöqvist            | 13,5  |

## Kraje uczestniczące
W zawodach wzięło udział 61 skoczków z 17 krajów:
| - Australia (1) - Austria (2) - Czechosłowacja (2) - Dania (1) - Królestwo Egiptu (2) - Finlandia (2) - Francja (4) - Holandia (7) - Japonia (1) - Kanada (1) - Meksyk (1) - Niemcy (9) - Stany Zjednoczone (9) - Szwajcaria (1) - Szwecja (8) - Wielka Brytania (7) - Włochy (3) |

## Klasyfikacja medalowa
| Lp. | Państwo           |   |   |   | Razem |
| --- | ----------------- | - | - | - | ----- |
| 1.  | Stany Zjednoczone | 4 | 3 | 2 | 9     |
| 2.  | Królestwo Egiptu  | 0 | 1 | 1 | 2     |
| 3.  | Szwecja           | 0 | 0 | 1 | 1     |